# 단프엉현
단프엉현(베트남어: Huyện Đan Phượng/縣丹鳳)은 베트남 하노이의 행정 구역이다. 홍강 삼각주의 일부이며, 면적은 76.74km2이다.

## 행정 구역
단프엉현은 다음의 행정 단위로 구분된다.
- 풍 (Phùng / 馮)
- 단푸엉 사 (Đan Phượng /丹鳳)
- 동탑 사 (Đồng Tháp / 同塔)
- 하모 사( Hạ Mỗ / 下姥)
- 홍하 사 (Hồng Hà / 紅河)
- 리엔하 사 (Liên Hà / 連河)
- 리엔홍 사 (Liên Hồng / 連鴻)
- 리엔쭝 사 (Liên Trung / 連中)
- 프엉딩 사 (Phương Đình /鳳亭)
- 송프엉 사 (Song Phượng /雙鳳)
- 떤호이 사 (Tân Hội / 新會)
- 떤럽 사 (Tân Lập /新立)
- 토언 사 (Thọ An /壽安)
- 토쑤언 사 (Thọ Xuân /壽春)
- 트엉모 사 (Thượng Mỗ / 上姥)
- 쭝쩌우 사 (Trung Châu / 中洲)